# Angel (chanson de Jimi Hendrix)
Pour les articles homonymes, voir Angel.
Singles de Jimi Hendrix
Voodoo Child (Slight Return)
(1970) Dolly Dagger
(1971)
Pistes de First Rays of the New Rising Sun
Night Bird Flying Room Full of Mirrors
Angel est une chanson de Jimi Hendrix parue dans les albums posthumes The Cry of Love (1971), et First Rays of the New Rising Sun (1997).

## Genèse et enregistrement
Écrite et composée durant les sessions de l'album Axis: Bold As Love, Angel est dédiée à la mère de Jimi Hendrix décédée en 1958.
Le 14 octobre 1967, il enregistre avec son groupe The Jimi Hendrix Experience une démo intitulée Little Wing. Toutefois, la démo ressemble beaucoup plus au futur Angel qu'à la chanson homonyme. Mais de cette démo seront tirés les compositions des deux chansons. Ainsi, le guitariste enregistre une nouvelle démo intitulée Sweet Angel un mois plus tard . Ces deux démos apparaissent dans l'album posthume South Saturn Delta en 1997.
Mais l'enregistrement définitif n'a lieu que trois ans plus tard 23 juillet 1970 aux studios Electric Lady pendant les sessions de l'album First Rays of the New Rising Sun avec Mitch Mitchell à la batterie et Billy Cox à la basse.
Après la mort du guitariste, la chanson fera l'objet d'une session post mortem le 19 octobre 1970, Mitch Mitchell réenregistrant sa partie de batterie. Il mixera Angel avec Kramer le 12 novembre 1970.

## Analyse
Considérée comme la petite sœur de Little Wing, Angel est une composition qui date de plusieurs années : certaines versions embryonnaires seront publiés par Experience Hendrix LLC par la suite. Le jeu de Mitch Mitchell est d'ailleurs plus chargé qu'à l'accoutumée, sans doute pour masquer le côté encore très brut de la prise retenue : le chant n'est accompagné que d'une seule guitare rythmique. Angel est manifestement loin d'être terminé, mais la beauté de la composition militait trop en sa faveur pour ne pas la publier.. Le titre devint ensuite le plus connu de l'album, une reprise de Rod Stewart (avec Ron Wood à la guitare) connaissant même un bon succès dans les charts.

## Héritage
En tant que chanson connue du répertoire de Jimi Hendrix, Angel est reprise par un certain nombre d'artistes au fil des années. L'artiste britannique Rod Stewart a été le premier à adapter la chanson pour son album Never a Dull Moment (1972). Stephen Thomas Erlewine d'AllMusic le décrit comme une "lecture émouvante de l'original". La chanson est également sortie en single, qui a atteint la quatrième place du classement des singles britanniques et la 40e place du classement américain Billboard. Rod a également repris la chanson au sein des Faces en concert qui apparait dans l'album live Coast to Coast: Overture and Beginners (1974). En 1995, Jeff Healey enregistre Angel pour l'album Cover to Cover. Lulu a enregistré une version influencée par Rod Stewart pour son album, Making Life Rhyme (2015).